# Marinus (film)
|  | Denne artikel er oprettet af botten Steenthbot ud fra en ekstern database. Den kan derfor have sproglige fejl eller mangler. Denne skabelon kan fjernes efter kontrol af indholdet. |

 For alternative betydninger, se Marinus. (Se også artikler, som begynder med Marinus)
Marinus er en dansk børnefilm fra 1960 instrueret af Holger Jensen efter eget manuskript.

## Handling
Marinus er en lille dreng, der bor i et typisk dansk sogn ude på landet. En dag går han ud i sognet med sin kikkert for at opdage verden. Alt det, han opdager, skriver han ind i sin bog, så at han kan huske det.

## Medvirkende
- Kai Holm
- Peter Jacobsen
- Else Marie Knudsen